# Scandal World Tour 2015: Hello World
A Scandal World Tour 2015: Hello World (stilizálva: SCANDAL WORLD TOUR 2015「HELLO WORLD」) a Scandal japán pop-rock együttes első világ körüli turnéja, amelyet 2015 januárja és májusa között tartottak meg hatodik stúdióalbumuk, a Hello World népszerűsítése érdekében. A turné során az együttes kilenc országban összesen harminchét városban adott koncertet.
A turnét 2014. szeptember 28-án jelentette be az együttes a Dojima River Forum színpadán a Kjú ni kite moratte gomen 2014: Sinkjoku jaru kara kiite jo (急に来てもらってゴメン。2014 ～新曲やるから聴いてよ～, ’Sajnáljuk, hogy arra kértünk, hogy ilyen hirtelen jöjjetek el 2014: Új számokat fogunk játszani, úgyhogy hallgassátok meg őket’) elnevezésű turnéjuk utolsó állomása során.

## Számlista
| Japán koncertek Az alábbi számlista a 2015. április 11-i fellépést tükrözi, és nem áll a turné összes állomására. 1. Love in Action 2. Over Drive 3. Doll 4. Sunkan Sentimental (瞬間センチメンタル) 5. Scandal Baby 6. Onegai Navigation (お願いナビゲーション) 7. Kagen no cuki (下弦の月) 8. Graduation 9. Hon vo jomu (本を読む) 10. Kan Beer (缶ビール) 11. Ojaszumi (おやすみ) 12. Winter Story 13. Departure 14. Avanai cumori no, genki de ne (会わないつもりの、元気でね) 15. Satisfaction (サティスファクション) 16. Hello! Hello! 17. Joake no rjúszeigun (夜明けの流星群) 18. Your Song 19. Image Ráadás 1. Standard 2. Happy Birthday 3. Everybody Say Yeah! | Nemzetközi koncertek Az alábbi számlista a 2015. április 25-i fellépést tükrözi, és nem áll a turné összes állomására. 1. Love in Action 2. Satisfaction (サティスファクション) 3. Doll 4. Sunkan Sentimental (瞬間センチメンタル) 5. Scandal Baby 6. Kagen no cuki (下弦の月) 7. Onegai Navigation (お願いナビゲーション) 8. Hon vo jomu (本を読む) 9. Kan Beer (缶ビール) 10. Ojaszumi (おやすみ) 11. Departure 12. Taijó to kimi ga egaku Story (太陽と君が描くSTORY) 13. Your Song 14. Joake no rjúszeigun (夜明けの流星群) 15. Image Ráadás 1. Sódzso S (少女S) 2. Everybody Say Yeah! |

Japán koncertek
- A turné alatt a ráadás dalok eltérőek voltak; bár általában a Standard, a Place of Life és az Everybody Say Yeah! tette ki azt. A turné nyitóestjén és a február 10-i óitai fellépésen a Space Ranger váltotta a Standardot, míg a január 29-i tacsikavai, a március 13-i ócui és az április 19-i okinavai állomásokon a Sódzso S-t, a február 14-i hirosimai fellépésen a Bitter Chocolate-ot, a február 21-i oszakai koncerten a Welcome Home-ot, míg egy nappal később egy új, a turné alatt írt számot játszottak, melyet a koncertsorozat összes további állomásán előadtak a Place of Life helyett. A február 26-i takamacui, a március 7-i morikokai és a március 8-i mijagi állomásokon a Standard helyett a Rainyt játszották. Február 28-án Fukuokában, március 12-én Kakogavában, illetve március 15-én Narában ismét a Welcome Home-ot adtak elő a Standard helyett. A március 1-i nagaszaki fellépésen visszakerült a Standard, amit a következő koncerten is előadtak, a dal a március 21-i nagaokai állomáson is visszakerült a számlistába és egészen az április 5-i aszahikavai fellépésig játszották. Az április 11–12-i tokió fellépéseken a Harukaze váltotta a Standardot.
- A Rainyt is játszották volna a japán koncertek alatt, ha esett volna valamelyik koncert napján az eső, azonban végig napos idő volt. A dalt végül a szabadtéri szingapúri koncerten adták elő, mivel a koncert előtt szakadt az eső.[2]

Nemzetközi koncertek
- Ezt a koncertsorozatot megelőzően az együttes minden korábbi külföldi fellépésén a számlistát a nyugati szájízhez igazítva a népszerűsített albumnál régebbi animedalokat is játszottak.[3]
- Az Everybody Say Yeah! című dal bevezetője az Isino Takkjú által újrakevert változat volt.[4]
- Az április 26-i londoni, a május 10-i tajpeji és a május 22-i anaheimi fellépésen az Avanai cumori no, genki de nét, az április 30-i asseni, a május 15-i chicagói és a május 23-i  Los Angeles-i koncerten a Harukazét,  a május 8-i szingapúrin a Rainyt, míg a május 29-i hongkongi előadáson a Kagerót játszották a Sódzso S helyett a ráadás első számaként.
- A május 15-i chicagói koncerten nem adták elő egyik szólódalukat, így a Hon vo jomut, a Kan Beert vagy az Ojaszumit sem, illetve a Kagen no cuki és az Onegai Navigation helyet cserélt a számlistán.[5]
- A május 20-i mexikóvárosi koncerten miután az Everybody Say Yeah! után megünnepelték Szaszazaki huszonötödik születésnapját (miközben az közönség a Las Mañanitast énekelte) ráadásként még eljátszották a Kagerót.[6]
- A május 29-i hongkongi koncerten a Your Song és a Joake no rjúszeigun helyet cserélt a számlistán.

## Színpadkép
A turné japán állomásainak színpada a brit Cavern Clubot mintázta. A koncerteket Szaszaki bármesternek öltözött hangtechnikusa nyitotta meg Billy Strayhorn Take the „A” Train című dzsesszhanglemezének felhelyezésével, amely során az együttes tagjai bevonultak a koncertterembe. A dalok közötti átvezetők alatt az együttes leült a bárhoz, italt rendeltek, majd felolvasták az együttes rajongói klubjának tagjai által beküldött az adott prefektúrához tartozó érdekességeket és egyéb rajongói leveleket.

## Állomások
A koncertsorozat japán dátumait 2014. szeptember 28-án jelentették be, míg a franciaországi, az egyesült királyságbéli, a tajvani és a hong kongi dátumokat 2014. november 19-én, az Image című kislemezük megjelenésének napján. A németországi fellépést eredetileg 2014. december 3-án, a Hello World megjelenésének napján jelentette volna be a B7Klan, a turné európai állomásainak szervezője, azonban ezt az együttes menedzsmentjének kérésére csak másnap tették meg. A Sony Music Entertainment Japan még aznap bejelentette, hogy a turnénak Szingapúrban és Mexikóban is lesznek megállói. A koncertsorozat amerikai városait – Los Angeles és Chicago – Ogava 2014. december 5-én, egy a barátjával váltott Twitter-csevegésben a hivatalos bejelentés előtt kifecsegte. A chicagói koncert dátumát hivatalosan 2015. január 11-én jelentették be az Anime Central Convention weboldalán, melyet a mexikói, majd a többi észak-amerikai fellépés dátuma követett. A turné kilenc országból és harmincnyolc városból állt. A turné állomásainak némelyikén az együttes több koncertet is adott. A zenekar a turné keretében adott először önálló szólókonceret Óita, Siga, Ibaraki és Okinava prefektúrákban, illetve Franciaországban, az Egyesült Királyságban, Németországban, az Egyesült Államokban és Mexikóban. A turné több koncertje előtt volt „meet and greet”, azonban a hongkongi állomás előtt ez elmaradt az „útvonal újraszervezése” miatt. Eközben az együttes hazautazott Japánba néhány napos pihenőre, közben Ono barátnőit, Mijazava Szaét és Isida Annát biztatta az AKB48 következő tagválasztására, illetve befejezték huszonnegyedik kislemezük, a Stamp! stúdiómunkálatait. A turné londoni állomásán Patrick Woodroffe fénytervező is jelen volt, aki a koncert után felkereste az együttest, hogy szeretne velük dolgozni, amire a zenekar Scandal Arena Tour 2015–2016: Perfect World nevű arénaturnéján sor is került.
A turné japán állomásait a Hot Stuff Promotion, a Kiryu Onkyo, a Kyodo Nishinihon, a Candy Promotion, a Sound Creator, a Duke, a G.I.P, a FOB Kikaku, a Sunday Folk Promotion és a WESS, európai megállóit a B7Klan, a szingapúrit a Sozo, tajvani állomását a The Wall Music, észak-amerikai megállóit a Live Nation, mexikói állomását a LoveJapan Entertainment, míg a hongkongi koncertet a Puffin Entertainment szervezte.
| Dátum                     | Város          | Ország             | Helyszín                                                     | Előzenekar  |
| ------------------------- | -------------- | ------------------ | ------------------------------------------------------------ | ----------- |
| Japán                     |                |                    |                                                              |             |
| 2015. január 24.          | Acugi          | Japán              | Atsugishi Bunka Kaikan                                       | N/A         |
| 2015. január 29.          | Tacsikava      | Japán              | Tamashin Risuru Hall                                         | N/A         |
| 2015, január 31.          | Maebasi        | Japán              | Beishia Culture Hall (nagyterem)                             | N/A         |
| 2015. február 1.          | Júki           | Japán              | Yuki Civic Cultural Center Across (nagyterem)                | N/A         |
| 2015. február 7.          | Csiba          | Japán              | Chiba Prefecture Cultural Center                             | N/A         |
| 2015. február 10.         | Óita           | Japán              | Holt Hall Oita                                               | N/A         |
| 2015. február 11.         | Kumamoto       | Japán              | Civic Center Sojo University Hall (Kumamoto Municipal House) | N/A         |
| 2015. február 14.         | Hirosima       | Japán              | Hiroshima Uenogakuen Hall                                    | N/A         |
| 2015. február 15.         | Hirosima       | Japán              | Hiroshima Uenogakuen Hall                                    | N/A         |
| 2015. február 21.         | Oszaka         | Japán              | Orix Theater                                                 | N/A         |
| 2015. február 22.         | Oszaka         | Japán              | Orix Theater                                                 | N/A         |
| 2015. február 26.         | Takamacu       | Japán              | Sunport Hall Takamatsu                                       | N/A         |
| 2015. február 28.         | Fukuoka        | Japán              | Fukuoka Sunpalace                                            | N/A         |
| 2015. március 1.          | Nagaszaki      | Japán              | Nagasaki Civic Auditorium                                    | N/A         |
| 2015. március 5.          | Omija          | Japán              | Omiya Sonic City (nagyterem)                                 | N/A         |
| 2015. március 7.          | Morikoka       | Japán              | Morioka Civic Cultural Hall                                  | N/A         |
| 2015. március 8.          | Mijagi         | Japán              | Tokyo Electron Hall Miyagi                                   | N/A         |
| 2015. március 12.         | Kakogava       | Japán              | Kakogawa Shimin Hall (nagyterem)                             | N/A         |
| 2015. március 13.         | Ócu            | Japán              | Shiga Prefectural Art Theater Biwako Hall (nagyterem)        | N/A         |
| 2015. március 15.         | Nara           | Japán              | Nara Centennial Hall                                         | N/A         |
| 2015. március 19.         | Nagano         | Japán              | Hokuto Cultural Hall Theater                                 | N/A         |
| 2015. március 21.         | Nagaoka        | Japán              | Nagaoka Municipal Theater                                    | N/A         |
| 2015. március 22.         | Kanazava       | Japán              | Hondanomori Hall                                             | N/A         |
| 2015. március 27.         | Sizuoka        | Japán              | Shizuoka City Culture Hall                                   | N/A         |
| 2015. március 28.         | Nagoja         | Japán              | Nagoya Congress Center Century Hall                          | N/A         |
| 2015. március 30.         | Kurasiki       | Japán              | Kurashiki Municipal House                                    | N/A         |
| 2015. április 4.          | Szapporo       | Japán              | Sapporo Shimin Hall                                          | N/A         |
| 2015. április 5.          | Aszahikava     | Japán              | Asahikawa Civic Culture Hall (nagyterem)                     | N/A         |
| 2015. április 11.         | Tokió          | Japán              | Tokyo International Forum (A-terem)                          | N/A         |
| 2015. április 12.         | Tokió          | Japán              | Tokyo International Forum (A-terem)                          | N/A         |
| 2015. április 19.         | Okinava        | Japán              | Okinawa Namura Hall                                          | N/A         |
| Európa                    |                |                    |                                                              |             |
| 2015. április 25.         | Párizs         | Franciaország      | Bataclan                                                     | The Shapers |
| 2015. április 26.         | London         | Egyesült Királyság | O2 Academy Islington                                         | N/A         |
| 2015. április 30.         | Essen          | Németország        | Weststadthalle                                               | N/A         |
| Ázsia, 1. szakasz         |                |                    |                                                              |             |
| 2015. május 8.            | Szingapúr      | Szingapúr          | The Coliseum (Hard Rock Hotel)                               | N/A         |
| 2015. május 10.           | Tajpej         | Tajvan             | The Wall                                                     | N/A         |
| Észak-Amerika, 1. szakasz |                |                    |                                                              |             |
| 2015. május 15.           | Chicago        | USA                | Rosemont Theatre                                             | N/A         |
| Dél-Amerika               |                |                    |                                                              |             |
| 2015. május 20.           | Mexikóváros    | Mexikó             | El Plaza Condesa                                             | N/A         |
| Észak-Amerika, 2. szakasz |                |                    |                                                              |             |
| 2015. május 22.           | Anaheim        | USA                | House of Blues Anaheim                                       | N/A         |
| 2015. május 23.           | West Hollywood | USA                | House of Blues on Sunset                                     | N/A         |
| Ázsia, 2. szakasz         |                |                    |                                                              |             |
| 2015. május 29.           | Hongkong       | Hongkong           | Macpherson Stadium                                           | N/A         |

Fesztiválok és egyéb előadások
1. ↑  A Japan Music Festival részeként[17]
2. ↑  Az Anime Central Convention részeként[22]

### Jegyeladások
| Helyszín                                      | Város     | Elérhető / eladott jegyek |
| --------------------------------------------- | --------- | ------------------------- |
| Atsugishi Bunka Kaikan                        | Acugi     | Ismeretlen (100%)         |
| Tamashin Risuru Hall                          | Tacsikava | Ismeretlen (100%)         |
| Yuki Civic Cultural Center Across (nagyterem) | Júki      | Ismeretlen (100%)         |
| Chiba Prefecture Cultural Center              | Csiba     | Ismeretlen (100%)         |
| Orix Theater                                  | Oszaka    | Ismeretlen (100%)         |
| Orix Theater                                  | Oszaka    | Ismeretlen (100%)         |
| Kakogawa Shimin Hall (nagyterem)              | Kakogava  | Ismeretlen (100%)         |
| Nara Centennial Hall                          | Nara      | Ismeretlen (100%)         |
| Nagoya Congress Center Century Hall           | Nagoja    | Ismeretlen (100%)         |
| Sapporo Shimin Hall                           | Szapporo  | Ismeretlen (100%)         |
| Bataclan                                      | Párizs    | 1500/1500 (100%)          |
| O2 Academy Islington                          | London    | 1000/1000 (100%)          |
| The Wall                                      | Tajpej    | Ismeretlen (100%)         |
| El Plaza Condesa                              | Mexikó    | 2000/2000 (100%)          |
| Macpherson Stadium                            | Hongkong  | Ismeretlen (100%)         |